# William Galbraith
William Galbraith (n. 15 septembrie 1906, Knoxville, Tennessee, SUA – d. 9 august 1994, Williamsburg⁠(d), Virginia, SUA) a fost un gimnast artistic ce a reprezentat Statele Unite ale Americii, medaliat olimpic. A participat la o ediție a Jocurilor Olimpice (1932) în care a câștigat o medalie de argint.

## Participări
Lista de mai jos prezintă principalele competiții la care a participat William Galbraith de-a lungul carierei.
- gymnastics at the 1932 Summer Olympics – men's rope climbing[*]